# Rio Cujba
O Rio Cujba é um rio da Romênia, afluente do Olteţ, localizado no distrito de Gorj.